# سیارک ۴۸۷۹۴
سیارک ۴۸۷۹۴ (به انگلیسی: 48794 Stolzova، نامگذاری:1997TY8) چهل و هشت هزار و هفتصد و نود و چهارمین سیارک کشف شده‌است که در ۵ اکتبر ۱۹۹۷ کشف شد.